# 沙包街道
沙包街道，是中华人民共和国辽宁省大連市普兰店区下辖的一个乡镇级行政单位。

## 行政区划
沙包街道下辖以下地区：
沙包村、隋沟村、大盛村、奎兴村、吕店村、刘大村、矫沟村和孙炉村。